# WTA Finals 2021 - Đơn
Garbiñe Muguruza là nhà vô địch, đánh bại Anett Kontaveit trong trận chung kết, 6–3, 7–5.
Ashleigh Barty là đương kim vô địch, nhưng rút lui trước khi giải đấu bắt đầu.
Đây là lần đầu tiên Aryna Sabalenka, Barbora Krejčíková, Maria Sakkari, Iga Świątek, Paula Badosa và Kontaveit tham dự nội dung đơn tại WTA Finals.
Karolína Plíšková trở thành tay vợt đầu tiên sau Ana Ivanovic vào năm 2014, và là tay vợt thứ 3 kể từ khi thể thức vòng bảng được áp dụng vào năm 2003, bị loại ở vòng bảng sau khi có thành tích thắng-bại 2–1.

## Hạt giống
1. Aryna Sabalenka (Vòng bảng)
2. Barbora Krejčíková (Vòng bảng)
3. Karolína Plíšková (Vòng bảng)
4. Maria Sakkari (Bán kết)
5. Iga Świątek (Vòng bảng)
6. Garbiñe Muguruza (Vô địch)
7. Paula Badosa (Bán kết)
8. Anett Kontaveit (Chung kết)

## Thay thế
1. Jessica Pegula (Không thi đấu)
2. Elise Mertens (Không thi đấu)

Ons Jabeur, Naomi Osaka, Anastasia Pavlyuchenkova và Elina Svitolina giành quyền tham dự với tư cách thay thế nhưng rút lui trước khi giải đấu bắt đầu.

## Kết quả

### Chung kết
|  | Bán kết | Bán kết          | Bán kết | Bán kết         | Bán kết |   |                  | Chung kết | Chung kết | Chung kết | Chung kết | Chung kết |  |
|  |         |                  |         |                 |         |   |                  |           |           |           |           |           |  |
|  | 7       | Paula Badosa     | 3       | 3               |         |   |                  |           |           |           |           |           |  |
|  | 7       | Paula Badosa     | 3       | 3               |         |   |                  |           |           |           |           |           |  |
|  | 6       | Garbiñe Muguruza | 6       | 6               |         |   |                  |           |           |           |           |           |  |
|  | 6       | Garbiñe Muguruza | 6       | 6               |         | 6 | Garbiñe Muguruza | 6         | 7         |           |           |           |  |
|  |         |                  |         |                 |         | 6 | Garbiñe Muguruza | 6         | 7         |           |           |           |  |
|  |         |                  | 8       | Anett Kontaveit | 3       | 5 |                  |           |           |           |           |           |  |
|  | 8       | Anett Kontaveit  | 8       | Anett Kontaveit | 3       | 5 | 6                | 3         | 6         |           |           |           |  |
|  | 8       | Anett Kontaveit  |         |                 |         |   |                  |           |           |           |           |           |  |
|  | 4       | Maria Sakkari    | 1       | 6               | 3       |   |                  |           |           |           |           |           |  |

### Bảng Chichén Itzá
|   |                 | Sabalenka               | Sakkari                 | Świątek       | Badosa        | RR T–B | Set T–B   | Game T–B    | Xếp hạng |
| 1 | Aryna Sabalenka |                         | 6–7(1–7), 7–6(8–6), 3–6 | 2–6, 6–2, 7–5 | 4–6, 0–6      | 1–2    | 3–5 (38%) | 35–44 (44%) | 4        |
| 4 | Maria Sakkari   | 7–6(7–1), 6–7(6–8), 6–3 |                         | 6–2, 6–4      | 6–7(4–7), 4–6 | 2–1    | 4–3 (57%) | 41–35 (54%) | 2        |
| 5 | Iga Świątek     | 6–2, 2–6, 5–7           | 2–6, 4–6                |               | 7–5, 6–4      | 1–2    | 3–4 (43%) | 32–36 (47%) | 3        |
| 7 | Paula Badosa    | 6–4, 6–0                | 7–6(7–4), 6–4           | 5–7, 4–6      |               | 2–1    | 4–2 (67%) | 34–27 (56%) | 1        |

### Bảng Teotihuacán
|   |                    | Krejčíková    | Plíšková           | Muguruza           | Kontaveit | RR T–B | Set T–B   | Game T–B    | Xếp hạng |
| 2 | Barbora Krejčíková |               | 6–0, 4–6, 4–6      | 6–2, 3–6, 4–6      | 3–6, 4–6  | 0–3    | 2–6 (25%) | 34–38 (47%) | 4        |
| 3 | Karolína Plíšková  | 0–6, 6–4, 6–4 |                    | 4–6, 6–2, 7–6(8–6) | 4–6, 0–6  | 2–1    | 4–4 (50%) | 33–40 (45%) | 3        |
| 6 | Garbiñe Muguruza   | 2–6, 6–3, 6–4 | 6–4, 2–6, 6–7(6–8) |                    | 6–4, 6–4  | 2–1    | 5–3 (63%) | 40–38 (51%) | 2        |
| 8 | Anett Kontaveit    | 6–3, 6–4      | 6–4, 6–0           | 4–6, 4–6           |           | 2–1    | 4–2 (67%) | 32–23 (58%) | 1        |

Tiêu chí xếp hạng: 1) Số trận thắng; 2) Số trận; 3) Trong 2 tay vợt đồng hạng, kết quả đối đầu; 4) Trong 3 tay vợt đồng hạng, (a) tỉ lệ % set thắng (kết quả đối đầu nếu 2 tay vợt vẫn đồng hạng), sau đó (b) tỉ lệ % game thắng (kết quả đối đầu nếu 2 tay vợt vẫn đồng hạng), sau đó (c) Xếp hạng WTA